# ماري بارتون (رواية)
ماري بارتون (بالإنجليزية: Mary Barton) هي أولى رواية للكاتبة الإنجليزية إليزابيث غاسكل، نُشرت في عام 1848. تدور أحداث الرواية في مدينة مانشستر الإنجليزية بين عامي 1839 و1842، وتتناول الصعوبات التي تواجهها الطبقة العاملة في العصر الفيكتوري، سُميت هذه الرواية على نطاق واسع «قصة حياة مدينة مانشستر».

## ملخص الحبكة
تبدأ أحداث الرواية في مدينة مانشستر، حيث تعيش عائلتا بارتون وويلسون، وهما عائلتان من الطبقة العاملة. يعيش جون بارتون حالة اكتئاب بسبب وفاة زوجته وابنه توم في سنٍّ مبكرة، ويترك ابنته ماري تعيش بمفردها، وينخرط في نشاطات الحركة النقابية. تبدأ ماري العمل في خياطة الملابس رغم اعترض والدها على عملها في مصنع، وتلتقي هناك هاري كارسون ابن صاحب المصنع الثري، تأمل ماري بالخلاص من وضعها المعيشي الصعب وتأمين حياة كريمة لها ولوالدها من خلال زواجها من كارسون، ولكنها تقع في حب شاب فقير من الطبقة العاملة يدعى جيم ويلسون وتبدأ بالتهرب من كارسون.
تظهر في هذه الأثناء إستير خالة ماري والتي تحاول حمايتها والوقوف بجانبها، ولكن جون بارتون والد ماري يرفض نصائح إستير، تُسجن إستير 6 أشهر بتهمة التسول والدعارة وبعد خروجها تتحدث إلى جيم ويلسون لنفس الغرض، يعد جيم بحماية ماري ومواجهة كارسون، ويدخل في النهاية في شجار عنيف معه، يشاهده شرطي كان يمر بالقرب منهما.
يُقتل كارسون بالرصاص بعد فترة قصيرة من الحادثة، ويُلقى القبض على جيم بعد العثور على بندقيته في مسرح الجريمة، ولكن إستير تقرر التحقيق في الحادثة بشكل أكبر، وتكتشف أن البندقية كان محشوة بقطعة من الورق كُتب عليها اسم ماري.
تزور إستير ابنة أختها لتحذيرها من المؤامرة التي تُحاك ضد حبيبها جيم، تدرك ماري بعدها أن القاتل ليس جيم وإنما هو والدها. وتضطر هنا لإنقاذ حبيبها دون التخلي عن والدها. تحاول ماري البحث عن شهود كانوا مع جيم ليلة الحادثة وتنجح في ذلك، وأثناء المحاكمة يعرف جيم مقدار حب ماري الكبير له، ويحكم القاضي ببراءة جيم بفضل الشهود. بعد عدة سنوات يعترف والد ماري لجون كارسون والد هاري بأنه قاتل ابنه، وتنتهي القصة بمغادرة جيم وماري لإنجلترا وزواجهما بعد أن استقرا في كندا.

## الشخصيات
- ماري بارتون: بطلة الرواية، فتاة جميلة جداً.
- السيدة ماري بارتون: والدة ماري، توفيت في عمرٍ مبكر.
- جون بارتون: والد ماري، عضو نشط في نقابات العمال.
- جورج ويلسون: أعز أصدقاء جون بارتون، عامل في مصنع جون كارسون.
- جين ويلسون: زوجة جورج ويلسون، مشاركتها في أحداث الرواية محدودة.
- جيم ويلسون: ابن جورج وجين، مهندس أحب ماري منذ طفولتهما.
- جون كارسون: صاحب مصنع ثري في مدينة مانشستر.
- هاري كارسون: ابن جون كارسون، أحب ماري.
- أليس ويلسون: أخت جورج ويلسون، ممرضة متدينة.
- مارغريت جينينغز: جارة أليس، مغنية عمياء صديقة ماري.
- ويل ويلسون: ابن شقيق أليس، بحار يقع في حب مارغريت.
- إستير: شقيقة السيدة ماري بارتون، لعبت دوراً هاماً في مجريات الأحداث.

## الخلفية والكتابة
أملت إليزابيث غاسكل أن تقدم في روايتها عزاءً للأسر التي فقدت أحد أبنائها، خصوصاً وأنها قد مرت بهذه التجربة بنفسها. يقال إن زوجها ويليام غاسكل هو الذي اقترح عليها كتابة رواية لتخفيف حزنها ونسيان آلامها، وفي رسالة إلى صديقتها السيدة غريغ عام 1849 قالت إليزابيث إنها لجأت لكتابة القصص لمحاولة نسيان الذكرى المؤلمة.
رغم ذلك كله، يتضح من مقدمة الرواية أن معاناة الفقراء وأفراد الطبقة العاملة هي المُحفز الرئيسي وراء كتابة الرواية، تتجلى كذلك رغبة غاسكل في تصوير فقر مدينة مانشستر الصناعية بدقة والتي وصفتها بأسلوب قصصي متقن مثل قولها: «كان رب الأسرة قد أمسك بذراعها بإحكام، وقال والدموع تملأ عيونه: يا سيدتي هل رأيت من قبل طفلاً قد مات من الجوع؟». وتكرر هذا السؤال على لسان جون بارتون في الفصل الرابع: «هل شاهدوا من قبل أطفالاً يموتون بسبب الجوع؟».
بالإضافة إلى اعتماد غاسكل على تجاربها الخاصة فقد استعانت بالعديد من المصادر الثانوية في إعداد القصة، مثل بعض الكتب التي تتحدث عن الحالة المعنوية والمادية لعمال القطن، عدد سكان إنجلترا، جغرافيا وتضاريس وطبوغرافيا مانشستر وليفربول.
أضاف ويليام غاسكل زوج إليزابيث بعض الحواشي التي تشرح الكلمات الخاصة بلهجة لانكشاير، وأضاف ملحقاً عن هذا الموضوع في الطبعة الخامسة عام 1854، يُعتقد على نطاق واسع أن مقتل هاري كارسون في الرواية كان مستوحىً من اغتيال توماس آشتون -صاحب مصنع مانشستر- في عام 1831.
نُشرت رواية ماري بارتون لأول مرة في أكتوبر عام 1848 في مجلدين، ونالت غاسكل 100 جنيه إسترليني ثمناً للرواية. نشر إدوارد تشابمان الرواية، وكان لديه العديد من التأثيرات الهامة على الرواية أبرزها تغيير العنوان الذي كان في الأصل «جون بارتون» إذ كانت غاسكل تعتقد أنه الشخصية الرئيسية، كما شجع تشابمان على التعديلات والملاحق التي أضافها ويليام غاسكل.
ظهرت الطبعة الثانية في 3 يناير 1849، وأهم ما شملته تصحيحات ويليام غاسكل خصوصاً فيما يتعلق بالأخطاء المطبعية في لهجة لانكشاير، وسرعان ما تبعتها الطبعة الثالثة بعد شهرين فقط، وظهرت الطبعة الرابعة في أكتوبر 1850، وكانت الطبعة الخامسة التي ظهرت عام 1854 أول إصدار للرواية في مجلد واحد.

## تحليل

### النوع الأدبي
أحد أكثر عناصر الرواية تعرضاً للانتقاد هو الانتقال المفاجئ في تركيز الكاتبة من المواضيع السياسية في الفصول الأولى إلى مواضيع فرعية في الفصول اللاحقة. رأى الناقد ريموند ويليامز أنَّ هذا الأسلوب فشل واضح للمؤلفة، فالفصول الأول هي الأكثر استجابة لمعاناة الطبقة العاملة في أربعينيات القرن التاسع عشر، ولكن في النهاية أصبح تركيز رواية على المشاعر الرومانسية والحياة اليومية. اقترح ويليامز أنَّ هذا التحول الجذري ربما حدث تحت تأثير دار النشر، وهو الأمر الذي يدعمه تغيير العنوان، بحيث تغيَّر التركيز الرئيسي للقارئ من القضايا السياسية التي يحاول جون الترويج لها إلى رحلة ماري العاطفية.
لم تتفق الناقدة كاميلا إليوت مع ويليامز حول ضعف تأثير الأدب الرومانسي، إذ تقول: إن الحبكة الروائية الرومانسية وليس الحبكة السياسية تحتوي على النقد السياسي الأكثر قوة في الرواية.

### الأسلوب
من أكثر المواضيع إثارة للجدل في الرواية أسلوب السرد الذي استخدمته غاسكل، بحيث يظهر وكأنها تروي القصة بشكل مباشر، اعتقد العديد من النقاد أنَّ هذا الأسلوب زاد من مصداقية الرواية وواقعيتها، إذ يرى هوبكنز أنَّ الأسلوب التفصيلي في السرد جعل من ماري بارتون أول رواية اجتماعية تحظى بالاحترام والتقدير، ومن النقاط الهامة في الرواية محاولة غاسكل تعزيز واقعيتها من خلال إدراج خطابات الطبقة العاملة، مع استخدام اللغة العامية ومقاطع من القصائد الشعبية وأغنيات العمال.

### المواضيع
يركز النصف الأول من الرواية على المقارنة بين الأغنياء والفقراء بشكلٍ أساسي. تستعرض الكاتبة من خلال سلسلة من المقاطع المحددة في الفصول الافتتاحية نمط حياة أسرة بارتون من أهمها وصفها لحفل شاي مانشستر، والفصل المعنون بخمسة شلنات للتعبير عن المبلغ الذي يتقاضاه جون بارتون ويتدبر به كامل مصاريف حياته. تصف غاسكل في هذا الفصل أيضاً أهمية الأم في الأسرة، ويتضح ذلك بشكلٍ خاص من خلال الانخفاض الملحوظ في الصحة البدنية والنفسية لجون بارتون بعد وفاة زوجته.
يتناول النصف الثاني من الرواية مؤامرة القتل. ويظهر هنا أن سعي الشخصيات  للخلاص هو عنصر أساسي في الرواية. يتمثل ذلك بوضوح في علاقة أسرتي كارسون وبارتون، وفي استعراض سيرة حياة إستير والتي تعترف بأخطائها بكل أمانة، في محاولة من الكاتبة لجعل القارئ يتعاطف مع شخصية العاهرة، رغم أن ذلك لم يكن أمراً عادياً في ذلك العصر.
تحاول غاسكل إخفاء مشاعرها ومعتقداتها في الرواية من خلال التخلي عن معرفتها بأمور اقتصادية وسياسية، ولكن اللغة القوية التي تعطيها لشخصياتها، وخاصة جون بارتون في افتتاح الرواية تشير بوضوح لآرائها السياسية، ويتجلى ذلك أيضاً من خلال دعوتها لتقليص الفجوة المالية والاجتماعية بين الأغنياء والفقراء والتفاهم بين أرباب العمل والعمال من خلال سلوك إنساني قائم على المبادئ المسيحية، مع إظهار مخاوفها الخاصة من الطريقة التي سيتصرف بها الفقراء للانتقام في حال أُتيحت لهم الفرصة لذلك.

## ردود الفعل والآراء
نُشرت الرواية لأول مرة دون الكشف عن هوية الكاتبة، وحتى أنَّ غاسكل نفسها كانت تشارك النقاد في تخميناتهم لاسم المؤلف. ولكن اسمها أصبح معروفاً على نطاق واسع في غضون عام من النشر.
امتدح بعض النقاد صدق الرواية في تقديمها للوقائع، وانتقدها آخرون بسبب الصورة المشوهة عن العلاقة بين صاحب العمل والموظف، حتى أنَّ مجلة بريطانية شهيرة وصفتها بأنها تقدم صورة من جانب واحد فقط، وأنَّ الفجوة بين أرباب العمل والعمال مبالغ فيها،

## وصلات خارجية
- ماري بارتون على موقع الموسوعة البريطانية (الإنجليزية)

- كتاب مجاني: Mary Barton على مشروع غوتنبرغ (بالإنجليزية)
- «ماري بارتون» - ليبري فوكس (بالإنجليزية)